# Corbícula

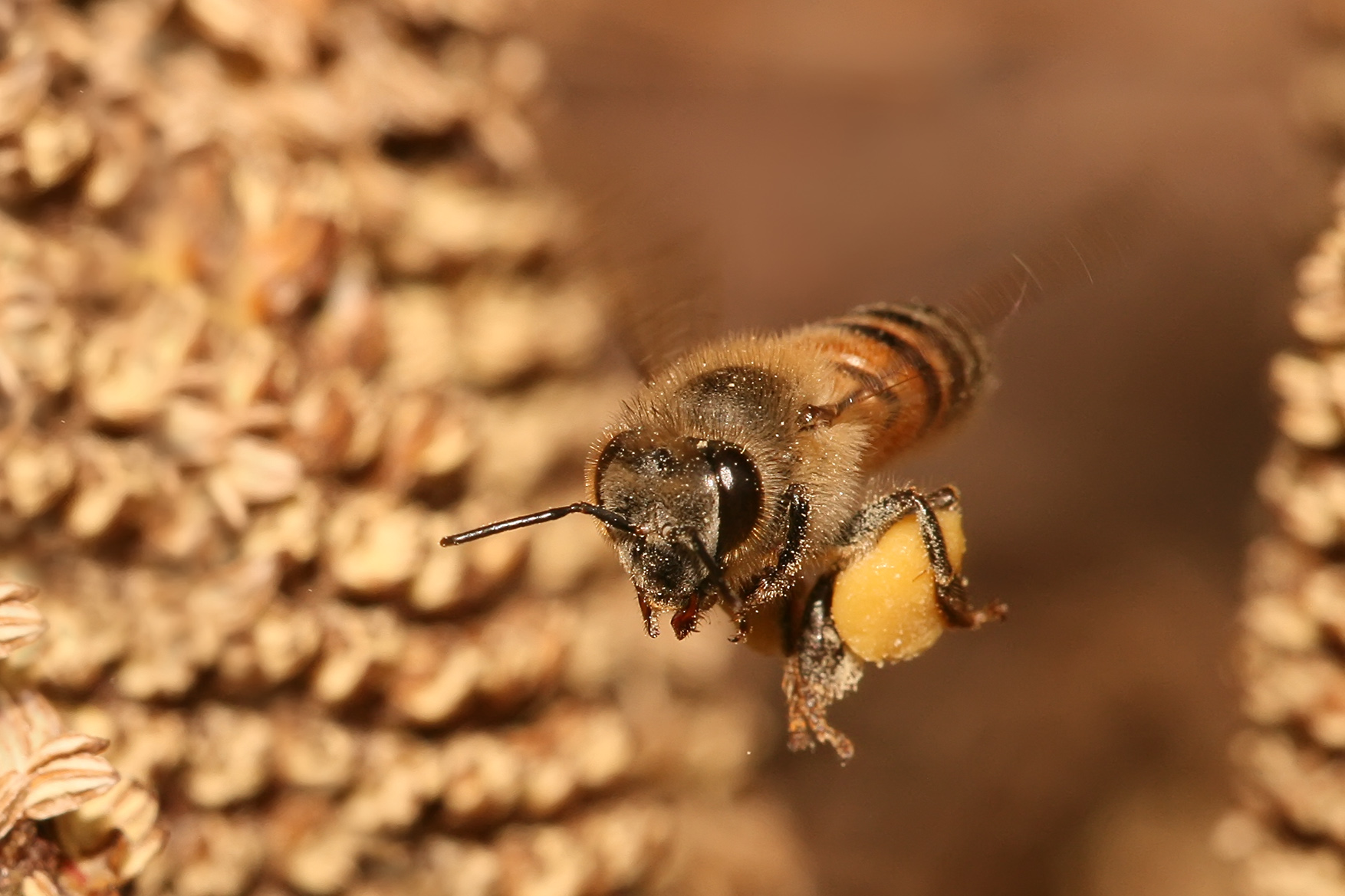
Una abella de la mel europea portant pol·len al seu cistell de pol·len

El cistell del pol·len o corbícula és una part de la tíbia de les potes posteriors present en quatre llinatges relacionats d'àpids: les abelles de la mel, borinots, abelles sense fibló, i abelles de les orquídies. Corbícula significa en llatí "cistelleta". És una concavitat polida envoltada per un serrell de pilositat, dins del qual es posa el pol·len; la majoria d'altres abelles tenen una altra estructura anomenada scopa, de funció similar, però és una massa densa on el pol·len queda premut. L'abella de la mel humiteja les potes posteriors amb la llengua i escombra el pol·len que recull del seu cap, cos i apèndixs anteriors cap a les potes posteriors. El pol·len és transferit a la pinta de pol·len i després és pentinat, premut, compactat i transferit a la corbícula a la superfície exterior de la tíbia de les potes posteriors.
Un sol pèl funciona com una agulla que assegura la meitat de la càrrega de pol·len. La mel i/o el nèctar es fan servir per humitejar el pol·len sec. La mescla de pol·len i nèctar fa canviar el color del pol·len.

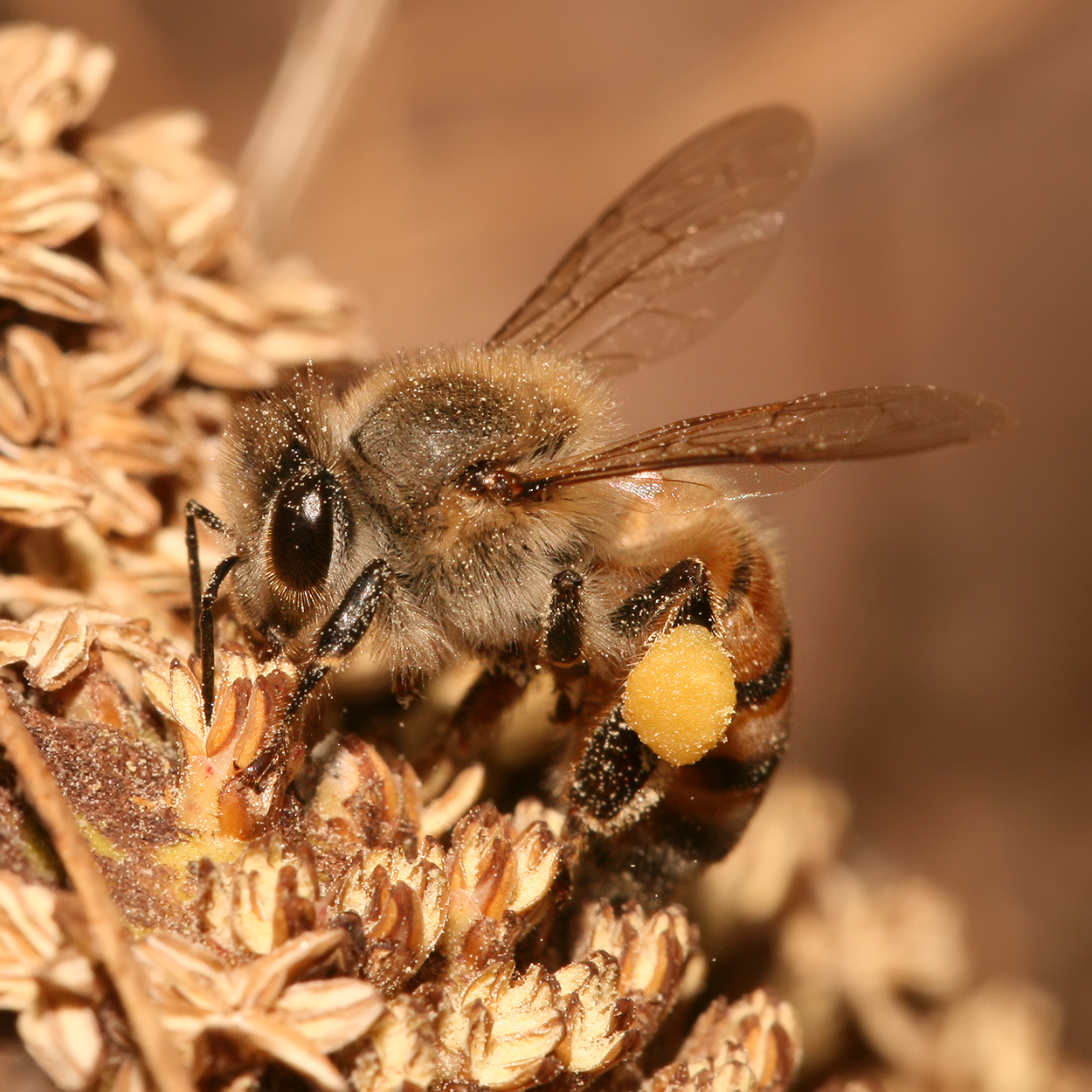
Cistella de pol·len que és part de la tíbia.

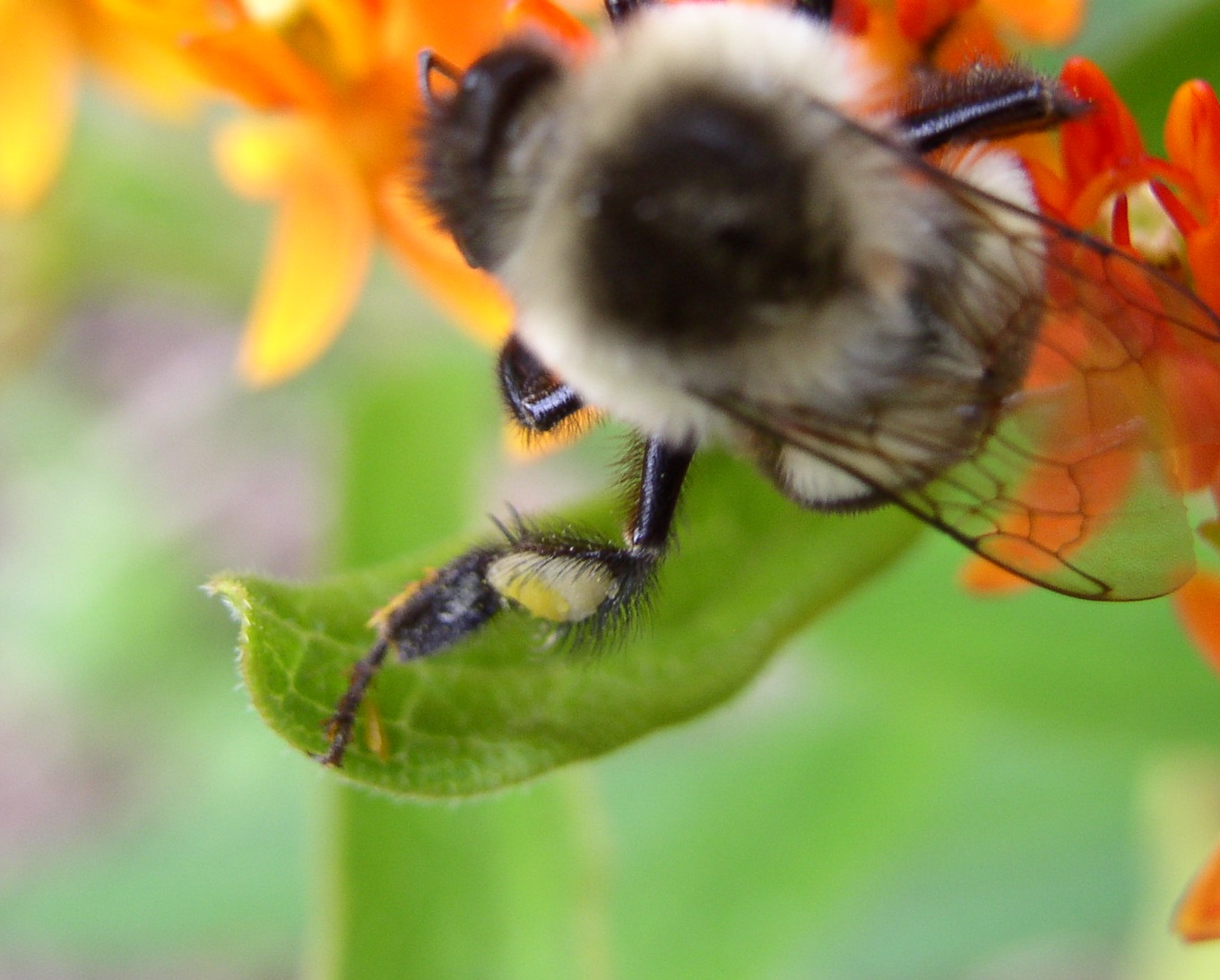
Borinots amb la cistella del pol·len

Segons Karl von Frisch i altres, les abelles individuals tenen diferent eficincia en recollir el pol·len. Una abella individual pot trigar de tres a 18 minuts a completar una càrrega de pol·len i portar-la a la seva colònia.